# ブーラミス科
ブーラミス科（ブーラミスか、Burramyidae）は、双前歯目に分類される有袋類の科。別名バラミス科。

## 分布
オーストラリア。オナガフクロヤマネのみニューギニア島にも分布する。

## 形態
ブーラミスは体長10 - 13センチメートル、尾長13 - 16センチメートル、体重30 - 60グラム。最小種のチビフクロヤマネは体長オス7センチメートル・メス7.1センチメートル、尾長オス6.4センチメートル・メス6.8センチメートル、体重オス8.4グラム・メス9グラム。
コンサベーション・インターナショナル（CI）とインドネシア科学研究所（LIPI）は、2007年6月にフォジャ山脈 を訪れた際、フクロヤマネ属の新種の発見の可能性を報告した。

## 分類
ブーラミスは1894年に発見された骨から記載されたが、1966年に現存する生体が発見された。1987年に本科に分類されていたチビフクロモモンガAcrobates pygmaeusとニセフクロモモンガDistoechurus pennatusを、チビフクロモモンガ科Acrobatidaeへ分割する説が提唱された。
以下の分類・英名はGroves(2005)、和名は川田ら(2018)に従う。
- ブーラミス属 Burramys
  - Burramys parvus ブーラミス Mountain pygmy possum

- フクロヤマネ属 Cercartetus
  - Cercartetus caudatus オナガフクロヤマネ Long-tailed pygmy possum
  - Cercartetus concinnus ヒメフクロヤマネ Southwestern pygmy possum
  - Cercartetus lepidus チビフクロヤマネ Tasmanian pygmy possum
  - Cercartetus nanus フクロヤマネ Eastern pygmy possum

## 生態
ブーラミスはオーストラリアに分布する有袋類では唯一高山帯・亜高山帯のみに生息する。冬季になると冬眠する種もいる。
昆虫、ミミズ、種子などを食べる。